# Rino Benedetti
Rino Benedetti (ur. 18 listopada 1928 w Ponte Buggianese, zm. 14 czerwca 2002 w Lukce) – włoski kolarz szosowy, srebrny medalista mistrzostw świata

## Kariera
Największy sukces w karierze Rino Benedetti osiągnął w 1951 roku, kiedy zdobył srebrny medal w wyścigu ze startu wspólnego amatorów podczas szosowych mistrzostw świata w Varese. W zawodach tych wyprzedził go jedynie jego rodak - Gianni Ghidini, a trzecie miejsce zajął Holender Jan Plantaz. Był to jednak jedyny medal wywalczony przez Benedettiego na międzynarodowej imprezie tej rangi. Ponadto wygrał między innymi Giro del Mendrisiotto w 1951 roku, Gran Premio Industria e Commercio di Prato w 1953 roku, Giro della Provincia di Reggio Calabria w 1955 roku oraz Giro del Veneto i Giro di Campania w 1959 roku. Zajął też trzecie miejsce w Mediolan-San Remo w 1961 roku. Wielokrotnie startował w Giro d'Italia, wygrywając łącznie trzy etapy. Najlepszy wynik osiągnął w latach 1956 i 1960, kiedy zajmował osiemnaste miejsce w klasyfikacji generalnej. Dwukrotnie brał udział w Tour de France, wygrywając jeden etap w 1962 roku, jednak wyścig zakończył na 63. miejscu. Siedem lat wcześniej zajął 42. miejsce w TdF. Ponadto wziął udział w Vuelta a España w 1957 roku, wygrywając jeden etap, ale całego wyścigu nie ukończył. Nigdy nie wystąpił na igrzyskach olimpijskich. Jako zawodowiec startował w latach 1951-1963.